# Конюхов, Иван Иванович
Иван Иванович Конюхов (род. 13 октября 1968, Ейск, СССР) — российский лётчик, майор, Герой Российской Федерации (2008). Принимал участие во Второй чеченской войне и Войне в Грузии 2008 года. В ходе последней был подбит над территорией Грузии, но дотянул самолёт до Моздока и посадил его.

## Биография

### Ранние годы
Иван Конюхов родился 13 октября 1968 года в семье военнослужащего в Ейске. Русский. С детства мечтал о карьере лётчика. В 1985 году окончил среднюю школу в родном городе.

### Военная служба
После окончания средней школы Конюхов по просьбе отца поступил на учёбу в Даугавпилсское высшее военное авиационное инженерное училище, однако год спустя забрал документы и был призван на службу в Советскую Армию. Службу Конюхов нёс водителем  в частях ПВО Прибалтийского военного округа в Калининграде. После года срочной службы Конюхов поступил в Ейское высшее военное авиационное училище лётчиков, которое окончил в 1991 году. После окончания училища Конюхов записался слушателем в учебный центр в Таганроге для подготовки в качестве лётчика-инструктора. В мае 1992 года по завершении подготовки он был распределён для прохождения службы в Приморско-Ахтарск в авиационный полк истребителей-бомбардировщиков, дислоцированный на аэродроме Мары. С декабря того же года перевёлся для обучения и несения службы в Борисоглебский авиационный центр.
С 1994 года Конюхов проходил службу в составе 468-го штурмового авиаполка на аэродроме Степь в Читинской области сначала в должности лётчика, позднее — старшего лётчика. В 1999 году был переведён в Краснодар в 461-й авиационный полк 4-й воздушной армии. С 2000 года — командир звена, в том же году присвоено воинское звание майора. Участвовал во второй чеченской войне, выполнив примерно 200 боевых вылетов.

#### Подвиг
В августе 2008 года началась война в Грузии, основные бои происходили на территории самопровозглашённой Южной Осетии. 9 августа полк, в котором проходил службу Конюхов, получил приказ перебазироваться на аэродром в Будённовске. Оттуда звено Су-25 под его командованием совершало боевые вылеты на территорию непризнанной республики для противодействия грузинской армии.
11 августа Конюхов получил от авианаводчика задачу уничтожить скопление техники противника в районе деревни Земо-Никози. В ходе бомбардировки по указанным координатам были уничтожены 9 единиц грузинской техники: 6 танков и 3 КамАЗа. Эта бомбардировка была отмечена, как одна из самых результативных в ходе локальных конфликтов в Закавказье. Во время манёвра выхода самолёт был обстрелян с земли с применением ПЗРК «Стингер», ракета попала в правый двигатель, который мгновенно вышел из строя и загорелся. Отключились все приборы, в том числе навигационные, а Конюхов потерял из виду ведомого. Скорость самолёта упала до 220—230 км/ч, что было недостаточно для набора высоты. В сложившейся ситуации он принял решение не катапультироваться, а попытаться довести машину до аэродрома, до которого было около 300 километров.
С помощью систем аварийного пожаротушения Конюхов ликвидировал пожар в кабине, сориентировался по Солнцу и приметам местности и, преодолев Главный Кавказский хребет посадил самолёт на аэродром Моздок, знакомый ему ещё по Первой Чеченской войне.
Повреждённый самолёт Конюхова впоследствии был списан.
Указом Президента Российской Федерации от 5 сентября 2008 года за мужество и героизм, проявленные при исполнении воинского долга майор Иван Конюхов был удостоен звания Героя Российской Федерации с вручением медали «Золотая Звезда».

#### Дальнейшая служба и отставка
После окончания войны 2008 года он продолжил службу в ВС РФ. В 2009 году 461-й авиационный полк был расформирован и Конюхов был переведён в 960-й авиационный полк в Приморско-Ахтарске с сохранением должности командира звена.
В декабре 2013 года лётчик вышел в отставку. С тех пор проживает с семьёй в Краснодаре.

## Награды
- Золотая Звезда Героя Российской Федерации (2008)[1];
- Орден Мужества[1];
- Медаль ордена За заслуги перед Отечеством 2  степени с мечами[1];
- Медали «За отличие в военной службе» 3 степеней[1].
- Орден «Уацамонга» (20 февраля 2019, Южная Осетия)[6];